# Poecilia hispaniolana
Poecilia hispaniolana är en fiskart som beskrevs av Rivas, 1978. Poecilia hispaniolana ingår i släktet Poecilia och familjen Poeciliidae. Inga underarter finns listade i Catalogue of Life.